# Leymus salinus
Leymus salinus är en gräsart som först beskrevs av Marcus Eugene Jones, och fick sitt nu gällande namn av Áskell Löve. Leymus salinus ingår i släktet strandrågssläktet, och familjen gräs. Inga underarter finns listade i Catalogue of Life.